# Jaime Correa
Jaime Correa Córdoba (Durango, 6 de agosto de 1979) é um futebolista profissional mexicano que atua como meia.

## Carreira
Jaime Correa integrou a Seleção Mexicana de Futebol na Copa América de 2007.

## Títulos
Seleção Mexicana
- Copa América de 2007: 3º Lugar